# Fernando Jorge
Fernando Dayán Jorge Enríquez (Cienfuegos, 3 dicembre 1998) è un canoista cubano, specializzato nella velocità.
Con Serguey Torres ha vinto nel C2 1000 metri la medaglia d'oro ai Giochi olimpici di Tokyo del 2020, dopo che l'anno precedente, con lo stesso compagno, aveva vinto i Giochi panamericani 2019.

## Palmarès
- Olimpiadi

Tokyo 2020: oro nel C2 1000 m
- Mondiali

Račice 2017: argento nel C2 1000 m;
Montemor-o-Velho 2018: argento nel C1 5000m; argento nel C2 1000 m;
Seghedino 2019: argento nel C2 1000 m; bronzo nel C1 5000 m;
- Giochi panamericani

Lima 2019: oro nel C2 1000 m; argento nel C1 1000 m;